# 15004 Vallerani
15004 Vallerani eller 1997 XL10 är en asteroid i huvudbältet som upptäcktes den 7 december 1997 av de båda italienska astronomerna Giuseppe Forti och Maura Tombelli vid Cima Ekar-observatoriet. Den är uppkallad efter Ernesto Vallerani.
Asteroiden har en diameter på ungefär 10 kilometer och den tillhör asteroidgruppen Eos.